# ジョージア軍団 (ウクライナ)

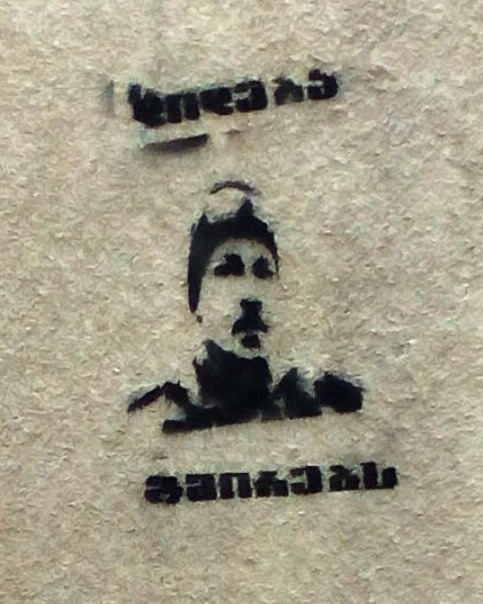
トビリシにあるステンシルのグラフィティ「英雄への栄光」には、2015年に死亡した義勇兵Alexander Grigolashviliが描かれている

ジョージア民族軍団（ジョージアみんぞくぐんだん）は、ドンバス戦争とウクライナ紛争においてウクライナ側で戦う主にジョージア人義勇兵によって結成された部隊。部隊は2014年に組織され、2016年にはウクライナ陸軍の第25自動車化歩兵大隊「キーウ・ルーシ」（ウクライナ語: 25-й батальйон територіальної оборони «Київська Русь»）の指揮下に移された。このグループは、ジョージアの退役将校であるマムカ・マムラシビリによって指揮されている。ウクライナの外国人戦闘員の専門家であるKacper Rekawekは、同部隊がアメリカ人の採用に特に優れていると指摘しており、2022年にウクライナ領土防衛部隊外国人軍団が結成される前は、ほとんどの外国人戦闘員はジョージア軍団に所属していた。

## 歴史

### 背景
ジョージア軍団は、アブハジア紛争、第一次チェチェン戦争および南オセチア紛争の退役軍人であるマムカ・マムラシビリが設立した。彼は後に、「軍団の創設を考えたのは、ロシアの侵略に対抗するために共に奉仕する様々な国籍の人々を集めるためであった。そして我々はそれを行った」と述べた。ジョージアの義勇兵は頻繁にロシアに対するウクライナとジョージアの共通の利害に言及し、ウクライナでのロシアの侵略との戦いもジョージアの利益に役立つ愛国的な行為であると主張した。

### 創設
ジョージア軍団は、ドンバス戦争が始まった後の2014年に、たった6人のジョージア人で結成され、同年末までに軍団のメンバーは約20人に増加した。2014年12月中旬、当時ジョージアの欧州統合大臣であったGiorgi Baramidzeがジョージア軍団を訪問した。2015年1月、ジョージア陸軍の退役兵のTamaz Sukhiashviliが同軍団初の犠牲者となった。ウクライナ側へのジョージア人個人の関与は、当時ウクライナを拠点としていたミヘイル・サアカシュビリ前ジョージア大統領と彼が所属するジョージアの統一国民運動党の仲間によってある程度奨励された。
2月5日、ウクライナ正教会・キーウ総主教庁トップのフィラレートが、29人のジョージア人戦闘員に彼らの「ウクライナへの愛と犠牲」のメダルを授与し、ジョージア人の奉仕を高く評価した。
2月11日のミンスクII合意後、部隊の将来は一時的に不透明となっていた。10月、ウクライナ議会は、外国人と無国籍者を契約に基づいてウクライナ陸軍に雇用することを許可する法律を可決し、11月5日に署名、成立した。

### ウクライナ軍との統合
2016年2月、ジョージア軍団は、ウクライナ軍の第25自動車化歩兵大隊「キーウ・ルーシ」に正式に統合された。
ジョージア軍団は第54機械化旅団の全体的な指揮の下でウクライナ東部で戦った。2017年12月16日、スヴィトロダルスク近郊で犠牲の大きい作戦が行われた後、軍団は旅団の指揮の「無能さ」に言及し、同月中に旅団から脱退した。第54機械化旅団は、「ジョージア軍団」が同旅団内にいたことはないと表明した。
2018年1月、軍団の司令官マムラシビリは、部隊はウクライナの大義にコミットし続けており、別の旅団に移動したことを明らかにし、この決定はミヘイル・サアカシュビリとウクライナ大統領のペトロ・ポロシェンコとの間の政治的対立とは関係がないと付け加えた。
ロシアによるウクライナ侵攻直前の2022年2月、ジョージア軍団は新たに採用されたウクライナの民間人の訓練に関与した。部隊は侵攻初日から戦闘に参加し、アントノフ国際空港の戦いとホストメリの戦いで戦った。2022年3月初旬、ジョージア軍団は新たに300人以上の新兵が同軍団に参加しようとしたと伝えられている。軍団の方針によると、経験豊富な戦闘員か退役軍人だけが彼らの軍団に加わることを許されており、それらの要件を満たさなかった人々は拒否されている。過激な意見を持つ人々も部隊では歓迎されていない。その後、軍団はウクライナ東部攻勢を防ぐために再配置された。

### Gia Tsertsvadzeのスキャンダル
2017年1月15日、Gia Tsertsvadzeは、2003年の殺人の疑いでロシアから出された国際逮捕状によりキーウのジュリャーヌィ空港で拘留された後、同月27日に釈放された。Tsertsvadzeの弁護人は、Tsertsvadzeが親ロシアの分離主義勢力と戦ったため、彼の逮捕は政治的な動機によるものと述べた。彼の釈放前に、マムカ・マムラシビリは、Tsertsvadzeがロシアに引き渡された場合、彼の戦闘員はウクライナを離れるだろうとウクライナ政府に警告していた。

### 死傷者
2022年のロシアの侵攻中に、ジョージア軍団の義勇兵16人の死亡がこれまでに報告されている。これらには以下が含まれる：
- Gia BeriashviliとDavit Ratiani[25] - イルピンの戦い中の夜間砲撃で死亡[26]、Davit（Dato）Gobejishviliもイルピンの戦いで死亡した[27]。
- Bakhva Chikobava（アゾフ大隊の顧問）- マリウポリ包囲戦で死亡[28]、Tato Bigvava（アゾフ第二中隊指揮官）- アゾフスタリ製鉄所の籠城中に死亡[29]
- Alexander (Alika) Tsaava、Arkadi Kasradze、Zaza Bitsadze - ルビージュネで死亡[30]
- Giorgi Grigolia - バフムート近郊での戦闘中に死亡[31]
- Kiril Shanava - ルハーンシクでの戦闘中に死亡[32]
- Aluda Zviadauri - リシチャンシク近郊での戦闘中に死亡[24]
- Davit Menabdishvili、Nikoloz (Nika) Shanava - イジュームでの戦闘で死亡
- Rati Shurgaia - イジューム近郊での戦闘中に負傷し、その結果死亡

### 戦争犯罪の可能性
2022年3月30日、キーウ州ブチャから数キロ離れたドミトロフカ地域で、待ち伏せ攻撃を受けた後のロシア空挺部隊の装甲車BMD-2の映像がアップされた。同じ出来事の別の映像では、負傷したとみられるロシア軍人の捕虜の1人が、ウクライナ軍の未知のメンバーに撃たれる様子が映されていた。
ウクライナのドミトロ・クレーバ外相は、この映像は「確実に調査される」と述べた。マムカ・マムラシビリは、映像のジョージア人が軍団の一員であることを否定した。

## 外国人戦闘員
ジョージア軍団は、約500人のジョージア人と同数のさまざまな民族で構成されている。ジョージア軍団のメンバーに国民がいると報告されている国は以下の通り。
- アルバニア[4]
- アルメニア[37]
- オーストラリア[37][4]
- オーストリア[4]
- アゼルバイジャン[37][4]
- チリ[38]
- クロアチア[4]
- フランス[4]
- ジョージア[37]
- ドイツ[37][4]
- ギリシャ[37][4]
- インド[39]
- イスラエル[37]
- 日本[4]
- メキシコ[4]
- モルドバ[37]
- セルビア[4]
- アメリカ合衆国[5][16][4]
- イギリス[37][4]

## 活動
軍団はサボタージュや偵察活動の他、ウクライナ兵の指導・訓練も行っている。また、陣地戦闘や攻勢にも繰り返し参加している。